# خفافيش ذو أقدام كبيرة
الخفاش كبير القدمين، أو الخفاش كبير القدمين ذو أذنين الفأر، ( Myotis adversus ) هو نوع من خفاش فيسبر (عائلة خفافيش الليل). تنتشر في البلدان التالية: أستراليا، وإندونيسيا، وماليزيا، وبابوا غينيا الجديدة، وسنغافورة، وجزر سليمان.